# Tarnowszczyzna
Tarnowszczyzna (biał. Тарнова, Tarnowa; ros. Тарново, Tarnowo) – agromiasteczko na Białorusi, w obwodzie grodzieńskim, w rejonie lidzkim. Od 1974 roku siedziba sielsowietu.

## Historia
Od XV wieku dobra Białohruda, w skład których wchodziło kilka folwarków, należały do Kieżgajło Zawiszów h. Łabędź. Pod koniec XVII w. właścicielką Białohrudy była córka rotmistrza królewskiego i starosty brasławskiego Jana Jerzego Kieżgajło Zawiszy, a wnuczka marszałka wielkiego litewskiego Krzysztofa Kieżgajło Zawiszy - Anna z Kieżgajło-Zawiszów (zm. 1736) I v. za Czerniewskim II v. za Piotrem Stanisławem hr. Tarnowskim, starostą krzepickim, III v. za Krzysztofem Benedyktem Niemirowiczem-Szczyttem, kasztelanem smoleńskim. 
Anna Zawiszanka na cześć swojego drugiego męża - Piotra Stanisława hr. Tarnowskiego, nazwała jeden z folwarków białohrudzkiego majątku Tarnowszczyzną, a po powtórnym wyjściu za mąż kolejnemu folwarkowi nadała nazwę Szczytniki na cześć Krzysztofa Benedykta Niemirowicza Szczytta, kasztelana smoleńskiego. 
Kiedy w 1690 Anna z Zawiszów właścicielka dóbr Białohruda (Białogród) poślubiła Piotra Stanisława Tarnowskiego, wkrótce na przeciwległym brzegu rzeki Dzitwy powstała osada nazwana Tarnowszczyzną. W połowie XVIII wieś Tarnowszczyzna stanowiła część wiana Barbary Franciszki Zawiszy-Kieżgajłło, która poślubiła Mikołaja Faustyna Radziwiłła, miecznika wielkiego litewskiego, wojewody nowogródzkiego. Po jego śmierci w 1746 dobra przeszły na jego syna Stanisława, a następnie na wnuka Mikołaja.
Pod koniec XVIII nad Dzitwą wybudowano młyn, ale ze względu na niski stan wody pracował on tylko wiosną i na jesieni. Wieś magnacka położona była w końcu XVIII wieku w powiecie lidzkim województwa wileńskiego. 
W 1808 wieś została dana w zastaw Tadeuszowi Andrzejkiewiczowi za kwotę 10 tysięcy dukatów złotych i 130 tysięcy złotych. W 1824 ostatecznie podpisano umowę na mocy której Andrzejkiewicz został właścicielem Tarnowszczyzny, jego syn Juliusz sprzedał wieś Konstantemu Kaszczycowi. Kaszczyc walczył w powstaniu styczniowym za co został zmuszony w 1866 do sprzedaży majątku i zesłany na Syberię. Nabywcą był pułkownik Dymitr Mauros, a po jego śmierci w 1896 jego syn Mikołaj. Mikołaj Mauros zmarł w 1919, w 1921 pozostały po nim majątek przeszedł na własność polskiego Skarbu Państwa. W tym czasie Tarnowszczyzna liczyła 8 domów i 57 mieszkańców. Od 1864 we wsi istniała szkoła powszechna, w 1880 działał młyn i gorzelnia.  
Za II Rzeczypospolitej w woj. nowogródzkim, w powiecie lidzkim. Do 1931 siedziba gminy Tarnowo, następnie w gminie Białohruda. 
Po wojnie wieś weszła w struktury administracyjne Związku Radzieckiego.